# Wu Yuhong
Wu Yuhong (chinesisch 吴宇红, * 3. November 1966) ist eine ehemalige Badmintonspielerin aus der Volksrepublik China.

## Karriere
Wu Yuhong gewann 1992 Asienmeisterschaft im Damendoppel mit Pan Li. Ein Jahr später holte sie sich Silber, ebenfalls im Damendoppel, bei der Weltmeisterschaft gemeinsam mit Chen Ying. Im gleichen Jahr gewannen beide die China Open und die Hong Kong Open. Beim Uber Cup 1994 verlor sie das Finale mit dem chinesischen Team knapp gegen Indonesien und wurde Vizeweltmeisterin.

## Sportliche Erfolge
| Saison | Veranstaltung      | Disziplin   | Platz | Name                     |
| ------ | ------------------ | ----------- | ----- | ------------------------ |
| 1986   | Polish Open        | Damendoppel | 1     | Shi Fangjing / Wu Yuhong |
| 1986   | Polish Open        | Dameneinzel | 1     | Wu Yuhong                |
| 1990   | Thailand Open      | Mixed       | 2     | Zheng Yumin / Wu Yuhong  |
| 1992   | China Open         | Damendoppel | 2     | Wu Yuhong / Pan Li       |
| 1992   | Asienmeisterschaft | Damendoppel | 1     | Wu Yuhong / Panti        |
| 1993   | Hong Kong Open     | Damendoppel | 1     | Wu Yuhong / Chen Ying    |
| 1993   | China Open         | Damendoppel | 1     | Wu Yuhong / Chen Ying    |
| 1993   | Weltmeisterschaft  | Damendoppel | 2     | Chen Ying / Wu Yuhong    |
| 1994   | Uber Cup           | Team        | 2     | China                    |